# Arroyo de las Cañas (Tacuarembó)
El Arroyo de las Cañas es un curso de agua uruguayo que atraviesa el departamento de Tacuarembó perteneciente a la cuenca hidrográfica del Río de la Plata.
Nace en la Cuchilla de las Tres Cruces y desemboca en el río Tacuarembó tras recorrer alrededor de 37 km.